# کمرخانی
کمرخانی از روستاهای دهستان رودبار قصران بخش رودبار قصران شهرستان شمیران استان تهران ایران است.

## جمعیت
جمعیت این روستا بر اساس سرشماری سال ۱۳۸۵ حدود ۴۴ نفر در ۱۳ خانوار بوده است. که قطعاً تا کنون تغییر یافته است.